# Renê Rodrigues Martins
Renê Rodrigues Martins, meglio noto solo come Renê (Picos, 14 settembre 1992), è un calciatore brasiliano, difensore del Fluminense.

## Caratteristiche tecniche
È un terzino sinistro.

## Carriera

### Club
Cresciuto nelle giovanili dello Sport Recife, ha esordito in prima squadra il 19 maggio 2012 in un match pareggiato 1-1 contro il Flamengo.

## Statistiche

### Presenze e reti nei club
Statistiche aggiornate al 21 novembre 2017.
| Stagione        | Squadra         | Campionato      | Campionato | Campionato | Coppe nazionali | Coppe nazionali | Coppe nazionali | Coppe continentali | Coppe continentali | Coppe continentali | Altre coppe | Altre coppe | Altre coppe | Totale | Totale | Totale |
| Stagione        | Squadra         | Comp            | Pres       | Reti       | Comp            | Pres            | Reti            | Comp               | Pres               | Reti               | Comp        | Pres        | Reti        | Pres   | Reti   |        |
| --------------- | --------------- | --------------- | ---------- | ---------- | --------------- | --------------- | --------------- | ------------------ | ------------------ | ------------------ | ----------- | ----------- | ----------- | ------ | ------ | ------ |
| 2012            | Sport Recife    | A+PER           | 13+15      | 0+1        | CB              | 1               | 0               |                    | -                  | -                  | CDN         | 0           | 0           | 29     | 1      |        |
| 2013            | Sport Recife    | B+PER           | 1+2        | 0          | CB              | 0               | 0               |                    | -                  | -                  | CDN         | 2           | 0           | 5      | 0      |        |
| 2014            | Sport Recife    | A+PER           | 38+11      | 0          | CB              | 1               | 0               | CS                 | 2                  | 0                  | CDN         | 7           | 0           | 59     | 0      |        |
| 2015            | Sport Recife    | A+PER           | 35+9       | 1+0        | CB              | 6               | 1               | CS                 | 4                  | 0                  | CDN         | 10          | 2           | 64     | 4      |        |
| 2016            | Sport Recife    | A+PER           | 23+13      | 0          | CB              | 0               | 0               | CS                 | 0                  | 0                  | CDN         | 9           | 2           | 45     | 2      |        |
| 2017            | Sport Recife    | A+PER           | 0+1        | 0          | CB              | 0               | 0               |                    | -                  | -                  | CDN         | 1           | 0           | 2      | 0      |        |
| Totale Sport    | Totale Sport    | Totale Sport    | 161        | 2          |                 | 8               | 1               |                    | 6                  | 0                  |             | 29          | 4           | 204    | 7      |        |
| 2017            | Flamengo        | A+CAR           | 17+7       | 0+1        | CB              | 3               | 0               | CL+CS              | 3+2                | 0                  | PL          | 2           | 0           | 34     | 1      |        |
| Totale carriera | Totale carriera | Totale carriera | 185        | 3          |                 | 11              | 1               |                    | 11                 | 0                  |             | 31          | 4           | 238    | 8      |        |

## Palmarès

### Competizioni regionali
- Copa do Nordeste: 1

Sport Recife: 2014

### Competizioni statali
- Campionato Pernambucano: 1

Sport Recife: 2014
- Campionato Carioca: 1

Flamengo: 2017

### Competizioni internazionali
- Coppa Libertadores: 1

Flamengo: 2019

### Competizioni nazionali
- Campionato brasiliano: 2

Flamengo 2019, 2020
- Supercoppa del Brasile: 2

Flamengo: 2020, 2021